# 热尼库尔 (埃纳省)
热尼库尔（法語：Gernicourt，法語發音：[ʒɛʁnikuʁ]）是法国原埃纳省的一个旧市镇，属于拉昂区。2017年1月1日，热尼库尔整体合并入马恩省的科尔米西境内。这也是法国境内唯一的跨越大区之间的行政区划调整。

## 地理
热尼库尔（49°23'59"N, 3°52'23"E）面积7.47 平方千米，位于法国大東部大區马恩省，该省份为法国东北部内陆省份，北起阿登省，西北接埃纳省，西南接塞纳-马恩省，南至奥布省，东南接上马恩省，东临默兹省。
与热尼库尔接壤的市镇（或旧市镇、城区）包括：贝里欧巴克、布菲涅勒、孔瑟夫勒、蓬塔韦尔、鲁西、科尔米西。
热尼库尔的时区为UTC+01:00、UTC+02:00（夏令时）。

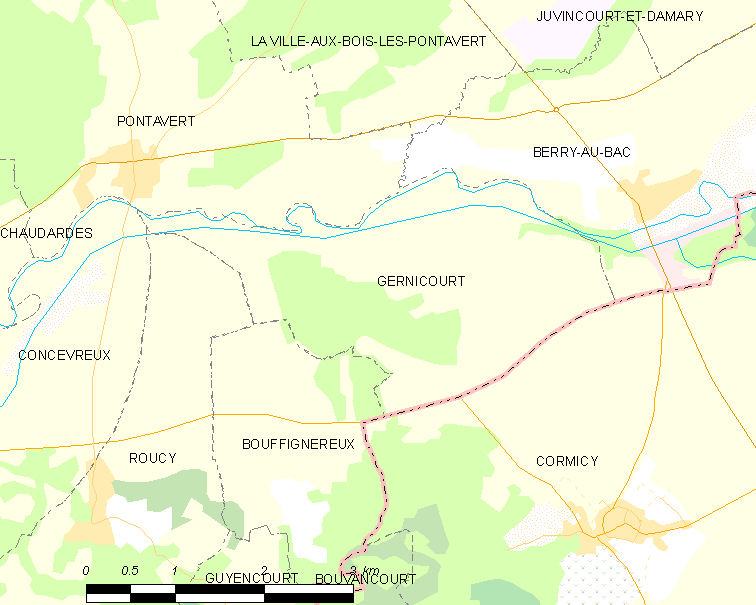
热尼库尔的OSM定位图

## 行政
热尼库尔的邮政编码为02160，INSEE市镇编码为51664。

## 政治
热尼库尔所属的省级选区为勃艮第-弗雷讷县。

## 人口

1962-2008年间热尼库尔人口变化图示

热尼库尔于2018年1月1日时的人口数量为42人。